# Leitbündel
Leitbündel (Faszikel) sind Leitungsbahnen für den Ferntransport von Wasser, gelösten Stoffen und organischen Substanzen (Assimilaten, hauptsächlich Zucker) im Spross, im Blatt sowie in der Wurzel von höheren Pflanzen (Gefäßpflanzen). Leitbündel bestehen aus dem Xylem (Holzteil) mit Zellelementen für den Wassertransport (zum Beispiel Tracheen und Tracheiden) und dem Phloem (Bastteil, Siebteil) für den Transport der Assimilate mit Siebzellen bzw. Siebröhren und Geleitzellen.

## Leitbündeltypen

Leitbündelarten
(blau: Xylem, grün: Phloem, weiß: Cambium)
A konzentrisch, periphloematisch
B konzentrisch, perixylematisch
C radiär mit Innenxylem, hier mit vier Phloempolen, links geschlossen, rechts offen
D kollateral geschlossen
E kollateral offen
F bikollateral offen

Es gibt mehrere Arten von Leitbündeln
- Einfache Leitbündel bestehen nur aus einem Siebteil oder Holzteil.
- Zusammengesetzte Leitbündel haben einen Siebteil und einen Holzteil.
- Bei konzentrischen Leitbündeln liegt der Siebteil um den Holzteil (periphloematische Leitbündel), oder der Holzteil liegt um den Siebteil (perixylematische Leitbündel).
- Der häufigste Typ ist das sogenannte kollaterale Leitbündel, bei dem der Siebteil dem Holzteil gegenüberliegt (der Xylempol liegt der Sprossachsenmitte zugewandt).

- Bei offen kollateralen Leitbündeln tritt noch ein Kambium zwischen Xylem und Phloem hinzu. Diese Anordnung kommt bei zweikeimblättrigen (dikotylen) Pflanzen vor.
- Bei geschlossen kollateralen Leitbündeln fehlt das Kambium und die Leitbündel sind von einer geschlossenen, sklerenchymatischen Leitbündelscheide umgeben. Diese Anordnung kommt bei einkeimblättrigen (monokotylen) oder (anderen) krautigen Pflanzen vor.

- Eine Sonderform des kollateralen Typs ist das bikollaterale Leitbündel, wie es zum Beispiel bei den Kürbisgewächsen und Nachtschattengewächsen auftritt. Hier ist dem Leitbündel auf der der Sprossachsenmitte zugewandten Seite ein weiterer Phloemteil angefügt.
- In Wurzeln sind die Leitbündel zu einem radiären Leitbündelsystem zusammengefasst, wo der Holzteil wie die Speichen eines Rades angeordnet ist – der Bastteil liegt zwischen den Speichen (Aktinostele).

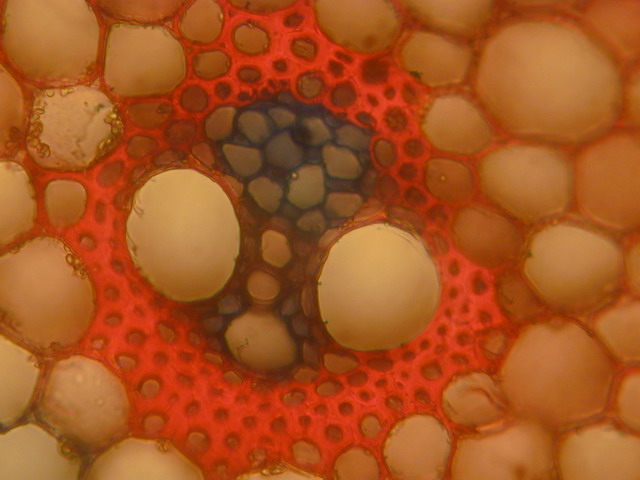
Geschlossen kollaterales Leitbündel bei Zea mays
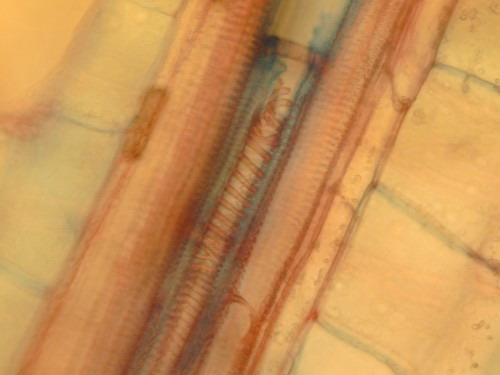
Längsschnitt durch ein Leitbündel von Zea mays
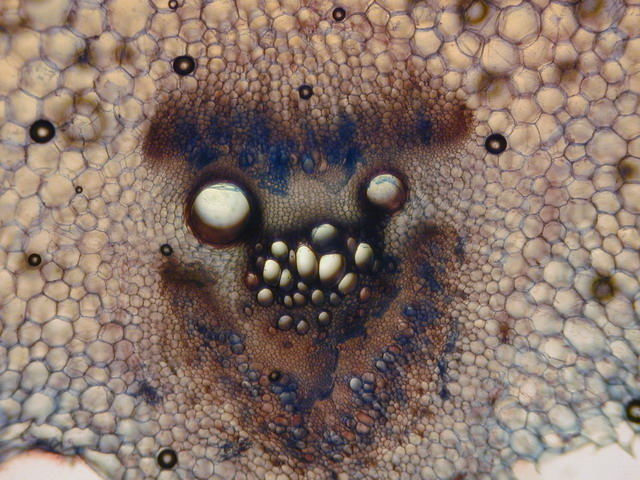
Offenes, bikollaterales Leitbündel bei Cucurbita pepo
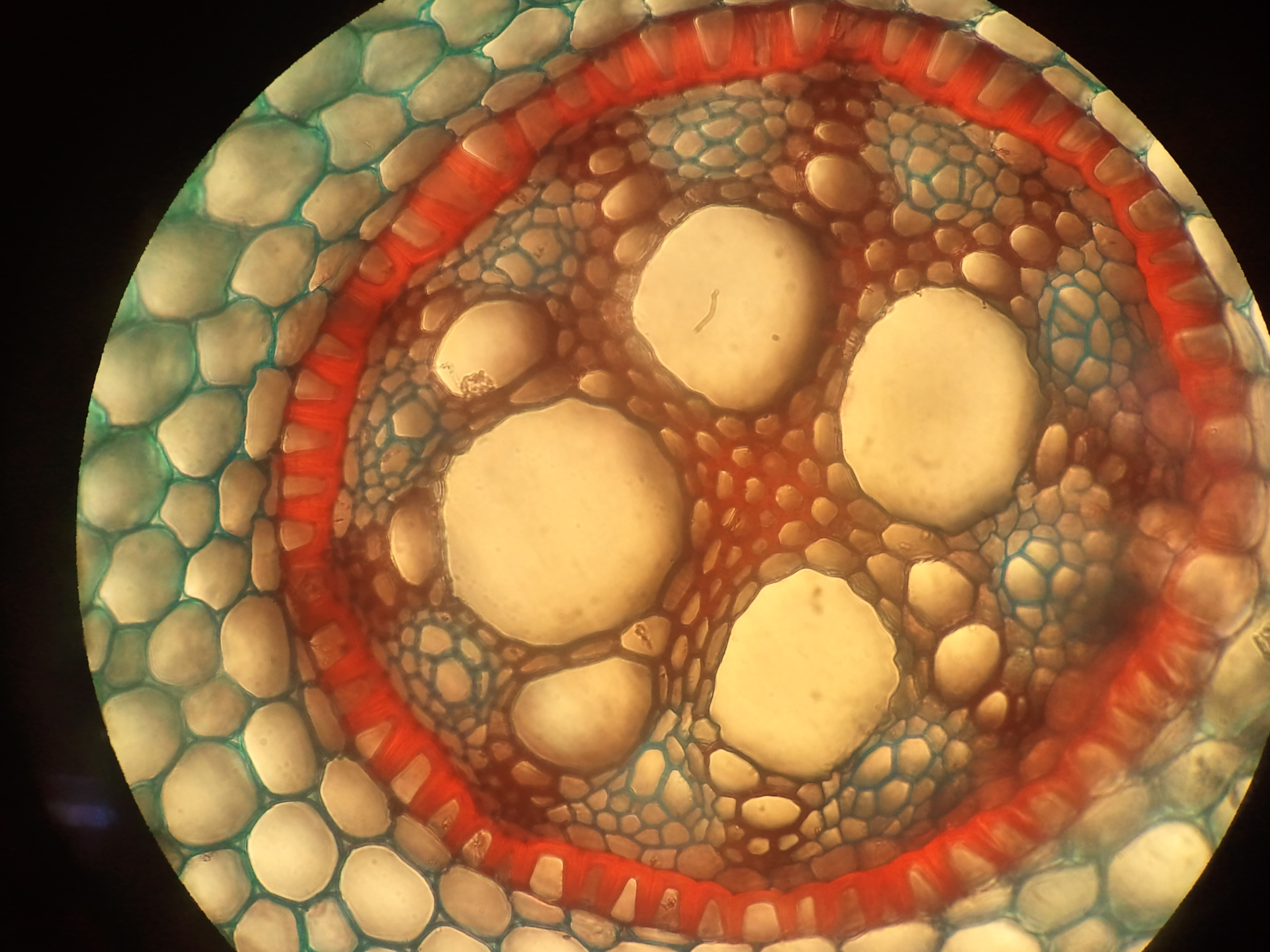
Radiäres Leitbündel bei Iris x germanica
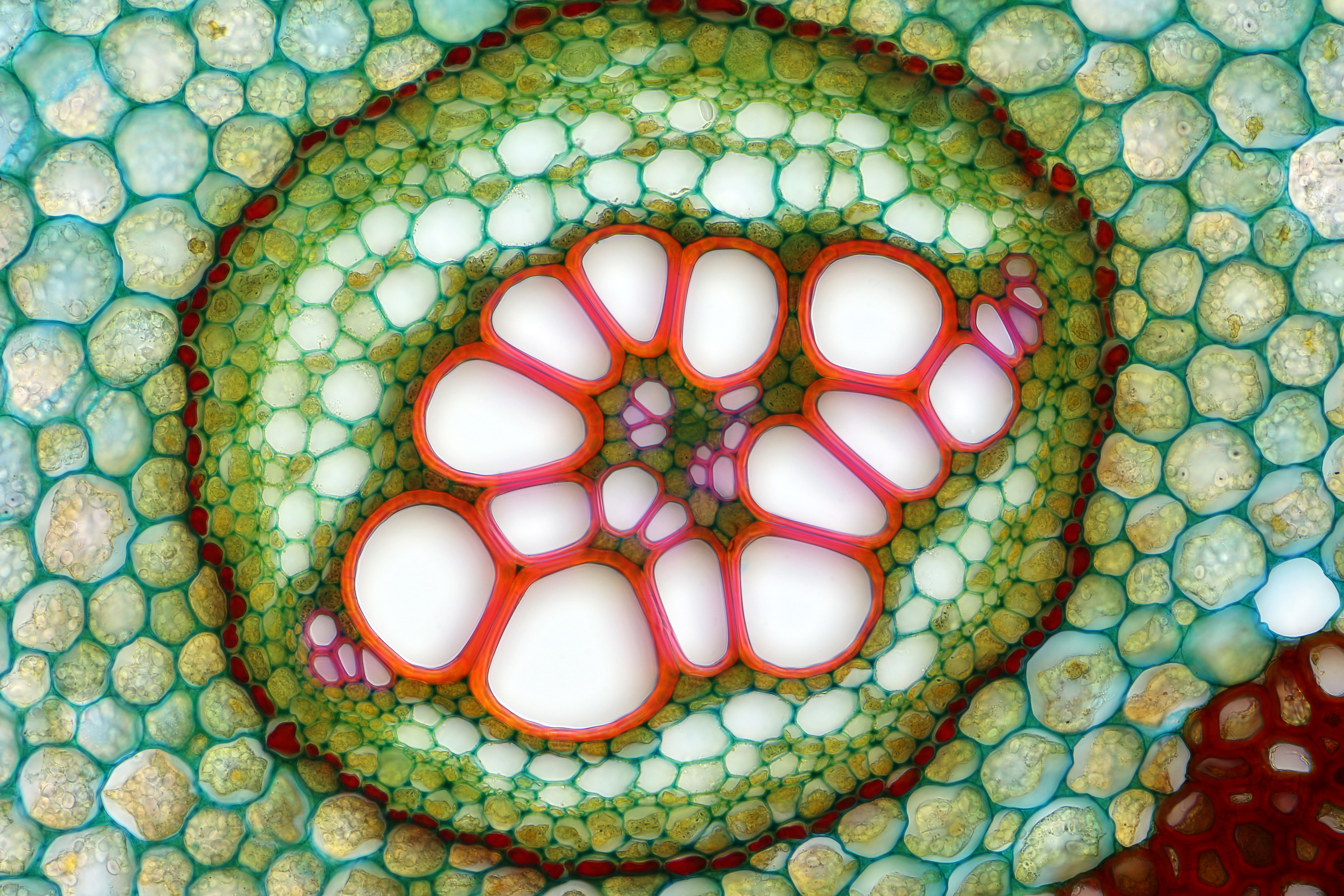
Amphikribrale Anordnung (Phloem umgibt Xylem) bei Gefäßbündel eines Adlerfarn-Rhizoms.